# Verleihung der Student Academy Awards 2021
Die 48. Verleihung der Student Academy Awards fand am 21. Oktober 2021 virtuell statt. Die Finalisten wurden im August 2021 bekanntgegeben.

## Auszeichnungen und Nominierungen

### Alternative/Experimental (Domestic and International Film Schools)
- Gold: Hao Zhou, Frozen Out, University of Iowa
- Camille Tricaud, Franziska Unger, Apocalypse Baby, We Advertise the End of the World, Hochschule für Fernsehen und Film München (Deutschland)
- Ryen Goebel, Do You Hear Those Crows, Savannah College of Art and Design

### Animation (Domestic Film Schools)
- Gold: Sujin Kim, Unforgotten, California Institute of the Arts
- Silber: Alexander Tullo, Barking Orders, Ringling College of Art & Design
- Bronze: Teagan Barrone, Slumber with Snakes, Cleveland Institute of Art
- Loren Baskin Almazan, Laura Koval, The Exortwist, Ringling College of Art & Design
- Marika Tamura, Final Deathtination, Ringling College of Art & Design
- Zhike Yang, Wenjie Wu, Han Chen Chang, RenaiDance, School of Visual Arts
- Zachary Simon, Tacet, Rhode Island School of Design

### Animation (International Film Schools)
- Gold: Théo Jamin, Kayu Leung, Marion Philippe, Les Chaussures de Louis, MoPA (Frankreich)
- Antoine Dupriez, Aubin Kubiak, Zoé Devise, Migrants, Pôle 3D (Frankreich)
- Sylvain Cuvillier, Maÿlis Mosny, Zijing Ye, A Tiny Tale, Rubika (Frankreich)

### Documentary (Domestic Film Schools)
- Gold: Kristen Hwang, When They’re Gone, University of California, Berkeley
- Silber: Bohao Liu, Eagles Rest in Liangshan, New York University
- Bronze: De’Onna Young-Stephens, Not Just a Name, University of Southern California
- Charles Xiuzhi Dong, Anshan Diaries, New York University
- Sarah D. Collins, Zoe Ramushu, It Takes a Circus, Columbia University
- David Peter Hansen, The Militiaman, Columbia University
- Avery Fox, Kayla Hoeflinger, Translucent, California State University Northridge

### Documentary (International Film Schools)
- Gold: Milou Gevers, Why Didn’t You Stay for Me?, Nederlandse Filmacademie (Niederlande)
- Moritz Mueller-Preisser, Haeberli, Hochschule für Fernsehen und Film München (Deutschland)
- Victor Cartas Valdivia, Pepedrilo, Universidad de Guadalajara (Mexiko)

### Narrative (Domestic Film Schools)
- Gold: Phumi Morare, When the Sun Sets, Chapman University
- Silber: Akanksha Cruczynski, Close Ties to Home Country, Columbia College Chicago
- Bronze: Kristi Hoi, No Law, No Heaven, University of California, Los Angeles
- Chloe Aguirre, Le Prince Oublié, Chapman University
- Victoria Rivera, Lucia, Columbia University
- Yingqi (Niko) Ren, The Monkey King, American Film Institute
- Hailong Niu, Summer Ends, University of California, Los Angeles

### Narrative (International Film Schools)
- Gold: Murad Abu Eisheh, Tala’vision, Filmakademie Baden-Württemberg (Deutschland)
- Silber: Simon Denda, Adisa, Hochschule für Fernsehen und Film München (Deutschland)
- Bronze: Salar Pashtoonyar, Bad Omen, York University (Kanada)
- Max Ovaska, Carrier, Aalto University (Finnland)
- Katharina Rivilis, Day X, Deutsche Film- und Fernsehakademie Berlin (Deutschland)
- Nastazja Gonera, First Last Summer, Państwowa Wyższa Szkola Filmowa, Telewizyjna i Teatralna (Polen)
- Jerry Hoffmann, I Am, Hamburg Media School (Deutschland)